# Дайесс (Арканзас)
Дайесс (англ. Dyess) — город, расположенный в округе Миссисипи (штат Арканзас, США) с населением в 515 человек по статистическим данным переписи 2000 года.

## География
По данным Бюро переписи населения США Дайесс имеет общую площадь в 2,59 квадратных километров, водных ресурсов в черте населённого пункта не имеется.
Город Дайесс расположен на высоте 68 метров над уровнем моря.

## Демография
По данным переписи населения 2000 года в Дайессе проживало 515 человек, 138 семей, насчитывалось 177 домашних хозяйств и 204 жилых дома. Средняя плотность населения составляла около 206 человек на один квадратный километр. Расовый состав Дайесса по данным переписи распределился следующим образом: 90,10 % белых, 2,14 % — чёрных или афроамериканцев, 0,19 % — коренных американцев, 0,19 % — азиатов, 0,39 % — представителей смешанных рас, 6,99 % — других народностей. Испаноговорящие составили 9,51 % от всех жителей города.
Из 177 домашних хозяйств в 49,7 % — воспитывали детей в возрасте до 18 лет, 62,1 % представляли собой совместно проживающие супружеские пары, в 13,0 % семей женщины проживали без мужей, 21,5 % не имели семей. 19,8 % от общего числа семей на момент переписи жили самостоятельно, при этом 9,6 % составили одинокие пожилые люди в возрасте 65 лет и старше. Средний размер домашнего хозяйства составил 2,91 человек, а средний размер семьи — 3,36 человек.
Население города по возрастному диапазону по данным переписи 2000 года распределилось следующим образом: 31,5 % — жители младше 18 лет, 9,7 % — между 18 и 24 годами, 34,8 % — от 25 до 44 лет, 15,3 % — от 45 до 64 лет и 8,7 % — в возрасте 65 лет и старше. Средний возраст жителей составил 29 лет. На каждые 100 женщин в Дайессе приходилось 91,4 мужчин, при этом на каждые сто женщин 18 лет и старше приходилось 86,8 мужчин также старше 18 лет.
Средний доход на одно домашнее хозяйство в городе составил 25 000 долларов США, а средний доход на одну семью — 26 447 долларов. При этом мужчины имели средний доход в 22 500 долларов США в год против 18 229 долларов среднегодового дохода у женщин. Доход на душу населения в городе составил 11 047 долларов в год. 25,3 % от всего числа семей в населённом пункте и 25,1 % от всей численности населения находилось на момент переписи населения за чертой бедности, при этом 26,6 % из них были моложе 18 лет и 37,7 % — в возрасте 65 лет и старше.

## Галерея

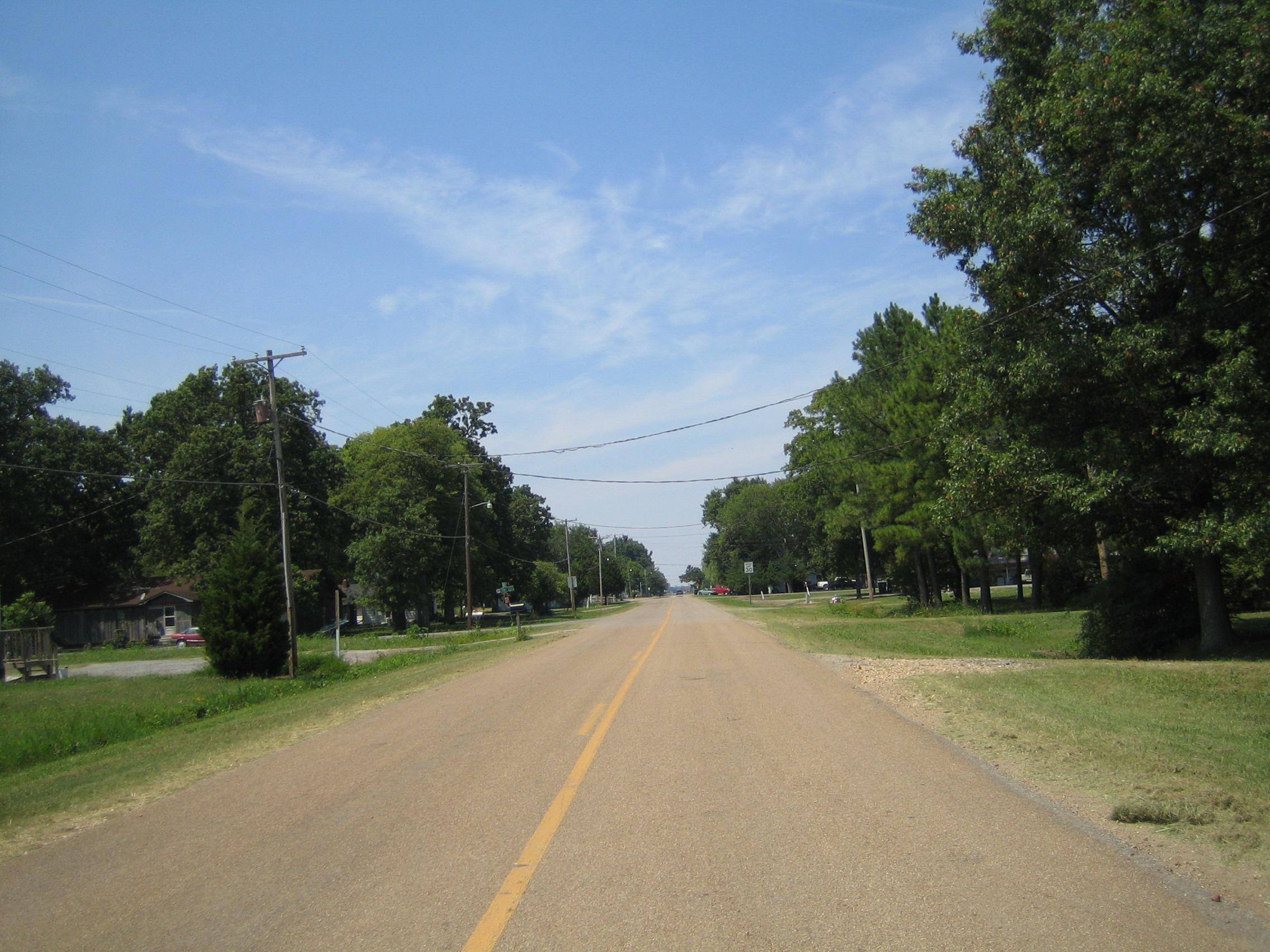
Центральная улица города
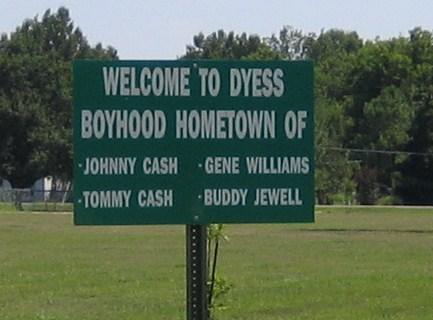
Въезд в город